# Bucătăria mediteraneeană
Bucătăria mediteraneeană este, după cum îi spune și numele, bucătăria țărilor adiacente Mării Mediterane.

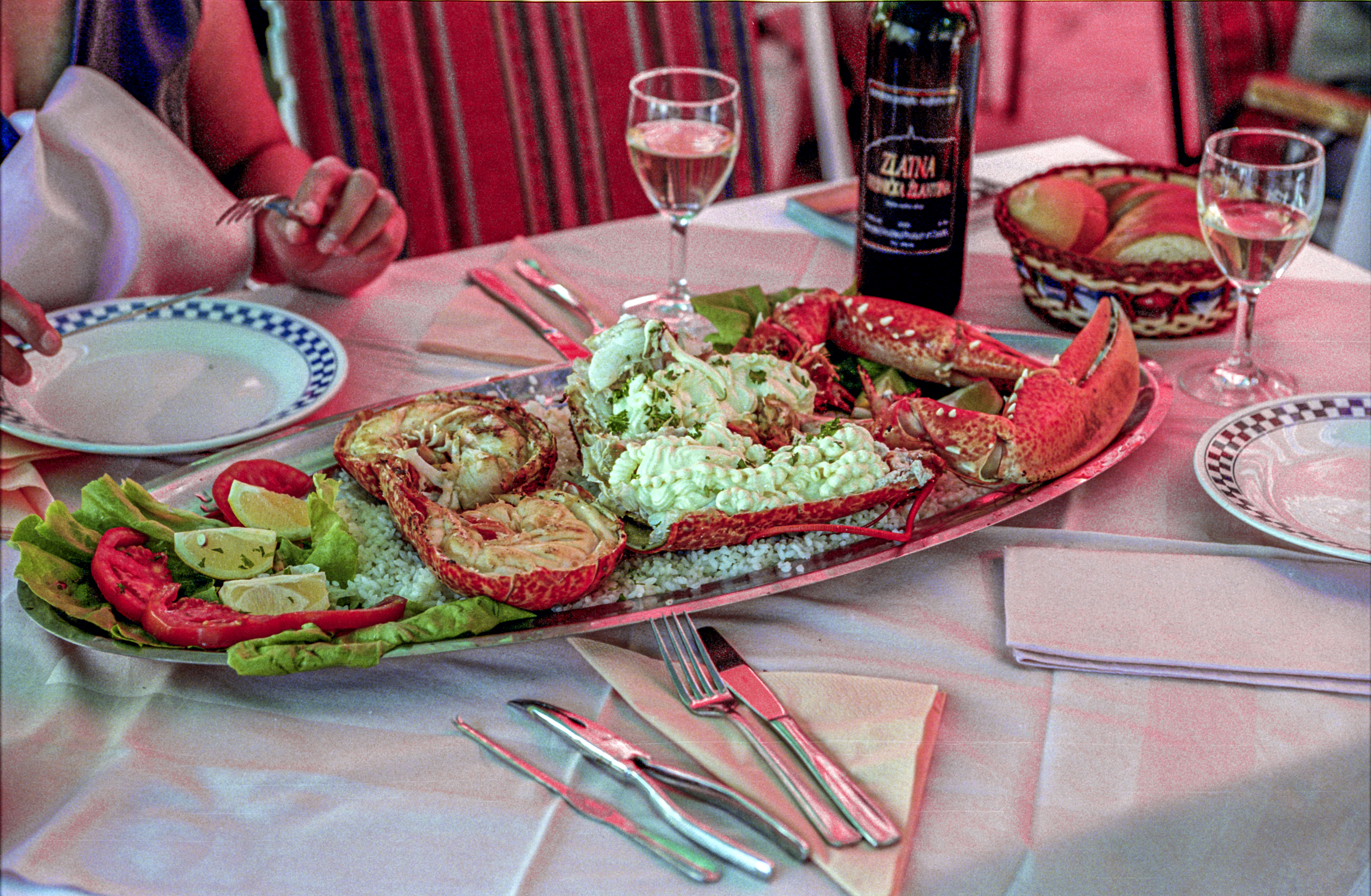
Mâncare mediteraneeană

Preparatele din bucătăria mediteraneeană provin din cele 21 de țări care înconjoară Marea Mediterană, cum ar fi Italia, Franța, Spania, Grecia, Turcia, Liban și celelalte țări de pe lângă Marea Mediterană și imediata apropiere a acesteia. Principalele ingrediente sunt fructele și legumele proaspete, alături de păsările de curte și fructele de mare, orez, cereale, fasole și paste. Principalele forme de preparare sunt frigerea și fierberea. Un alt ingredient important este uleiul de măsline, des folosit pentru prepararea de salate, marinate, legume, păsări de curte și fructe de mare. Vinetele, anghinarea, dovleceii, roșiile, legumele, ceapa, ciupercile, guliile, castraveții și o varietate de verdețuri sunt servite proaspete, coapte, prăjite, prăjite în tigaie, la grătar sau piure. Iaurtul și brânza sunt, de asemenea, o componentă majoră a dietei mediteraneene. Imediata apropiere a Mării Mediterane oferă acces la fructe de mare proaspete. Ierburi proaspete sunt folosite din abundență.